# Daulia argyrostrotalis
Daulia argyrostrotalis là một loài bướm đêm trong họ Crambidae.